# 栖来ひかり
栖来 ひかり（すみき ひかり、1976年 - ）は、山口県出身で台湾在住の文筆家。

## 来歴
山口県出身。山口市にある中学校・高校に通った。京都市立芸術大学美術学部卒業。京都市立芸術大学では映像制作などを学んだ。
2006年（平成18年）には結婚を機に台湾に転居した。
2017年（平成30年）、台北を中心とする台湾のY字路に着目し、それぞれのY字路にある重層的な記憶や物語を拾い上げる日本語・台湾華語併記の書籍『在台灣尋找Y字路　台湾、Y字路さがし。』を台湾で刊行した。2018年（平成30年）、山口県について台湾華語で著した書籍『山口，西京都的古城之美：走入日本與台灣交錯的時空之旅』（幸福文化/讀書共和國）を台湾で刊行した。同年には台湾と山口県の結びつきを紹介する書籍『台湾と山口をつなぐ旅』（西日本出版社）を刊行した。
2019年（令和元年）10月、台湾のY字路を題材とした書籍『時をかける台湾Y字路　記憶のワンダーランドへようこそ』（図書出版ヘウレーカ）を刊行した。2017年（平成29年）に台湾で刊行したエッセー本をベースに追加取材などを行い、全面的に改稿したものである。
2023年（令和5年）、日本のオンラインメディアや「ユリイカ」等雑誌向けに執筆したエッセー（書下ろし含む）をまとめた書籍『日台万華鏡 台湾と日本のあいだで考えた』（書肆侃侃房）を刊行した。
2023年（令和5年）、二十四節気七十二候など台湾の季節や風習、行事に着目したエッセー集『台湾りずむ　暮らしを旅する二十四節気』（西日本出版社）を刊行した。
2024年（令和6年）には柯宗明が著した書籍『陳澄波を探して 消された台湾画家の謎』（岩波書店）の翻訳を手掛けた。
台湾からの引き揚げ者らを中心に作られた台湾協会台湾連絡所長、山口県人会会長を務める。

## 著書

### 日本語
- 『台湾と山口をつなぐ旅』西日本出版社、2018年
- 『時をかける台湾Y字路 記憶のワンダーランドへようこそ』図書出版ヘウレーカ、2019年
- 『日台万華鏡』書肆侃侃房、2023年
- 『台湾りずむ』西日本出版社、2023年

### 台湾繁体字
- 『在台灣尋找Y字路　台湾、Y字路さがし。』邱函妮・訳、玉山社、2017年
- 『山口，西京都的古城之美：走入日本與台灣交錯的時空之旅』高彩雯・訳、幸福文化/讀書共和國、2018年
- 『台日萬華鏡』玉山社、2021年

## 共著
・『東アジアが変える未来 (PHP新書) 』 ' PHP研究所、2021
・『台湾を知るための72章【第2版】 (エリア・スタディーズ147)』赤松 美和子 (著, 編集), 若松 大祐 (著, 編集)、明石書店、2022

## 翻訳
・『陳澄波を探して 消された台湾画家の謎』柯宗明・著、岩波書店、2024

## 連載
- 栖来ひかりが綴る「日本人に伝えたい台湾のリアル」（Wedge ONLINE）[13]
- 台湾・麗しの島（ふぉるもさ）だより（地平）